# Paibi
Paibi (chinesisch 排碧乡, Pinyin Páibì Xiāng) ist eine Gemeinde des Kreises Huayuan im Autonomen Bezirk Xiangxi der Tujia und Miao in der chinesischen Provinz Hunan. Die Fläche beträgt 53,38 und die Einwohnerzahl 8.712 (Stand: Zensus 2020).

## Administrative Gliederung
Auf Dorfebene setzt sich Paibi aus elf Dörfern zusammen. Diese sind:
- Dorf Paibi (排碧村), Sitz der Gemeinderegierung;
- Dorf Banlizhai (板栗寨村);
- Dorf Hongying (红英村);
- Dorf Ma’an (马鞍村);
- Dorf Maoping (毛坪村);
- Dorf Shibadong (十八洞村);
- Dorf Shuanglong (双龙村);
- Dorf Sixin (四新村);
- Dorf Xiaodongchong (小洞冲村);
- Dorf Yánluó (岩罗村);
- Dorf Zhangdao (张刀村).

## Paibi-Profil
Das nach der Gemeinde benannte Paibi-Profil (排碧阶) in der Huaqiao-Formation ist Referenzprofil (GSSP = Global Stratotype Section and Point) des Paibiums.